# سیارک ۲۰۸۵۱
سیارک ۲۰۸۵۱ (به انگلیسی: 20851 Ramachandran، نامگذاری:2000VA8) بیست هزار و هشتصد و پنجاه و یکمین سیارک کشف شده‌است که در ۱ نوامبر ۲۰۰۰ کشف شد.
قدر مطلق سیارک برابر ۱۴.۱ است.